# Seminar minor

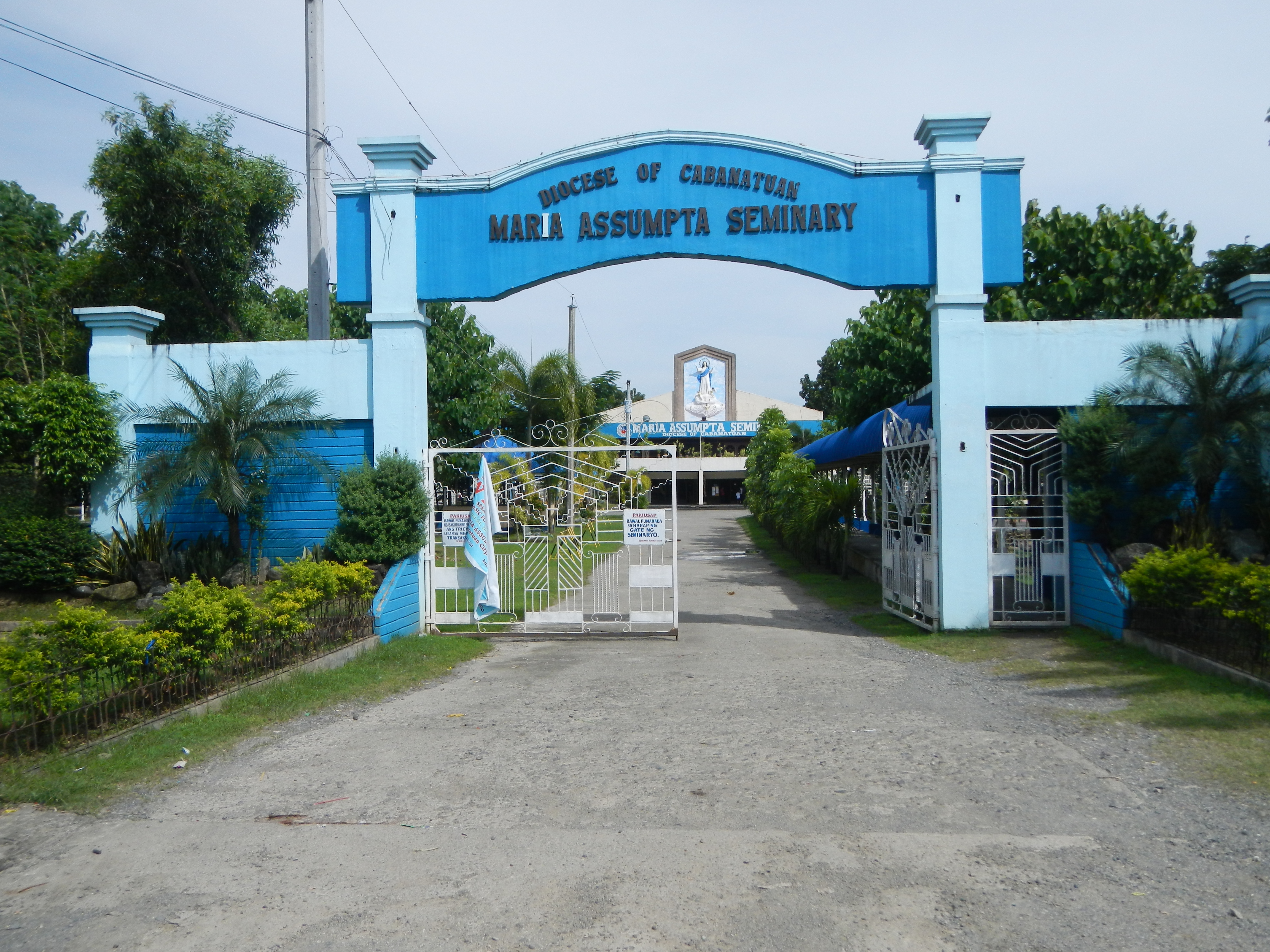
Seminarul Maria Assumpta – seminar liceal (minor) și colegiu al Episcopiei de Cabanatuan, Filipine.

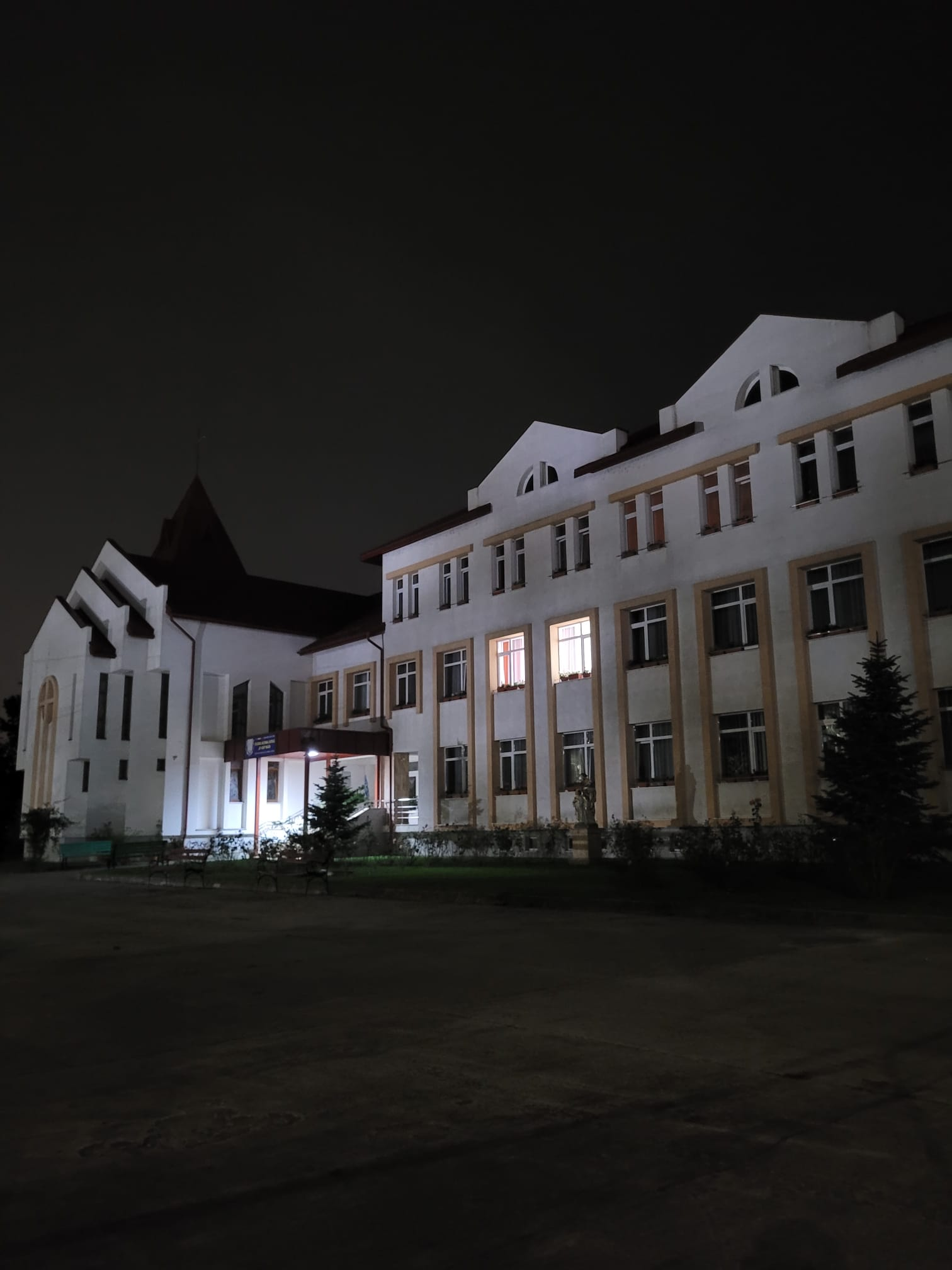
Seminarul „Sf. Iosif” din Bacău - seminar al Diecezei de Iași, România

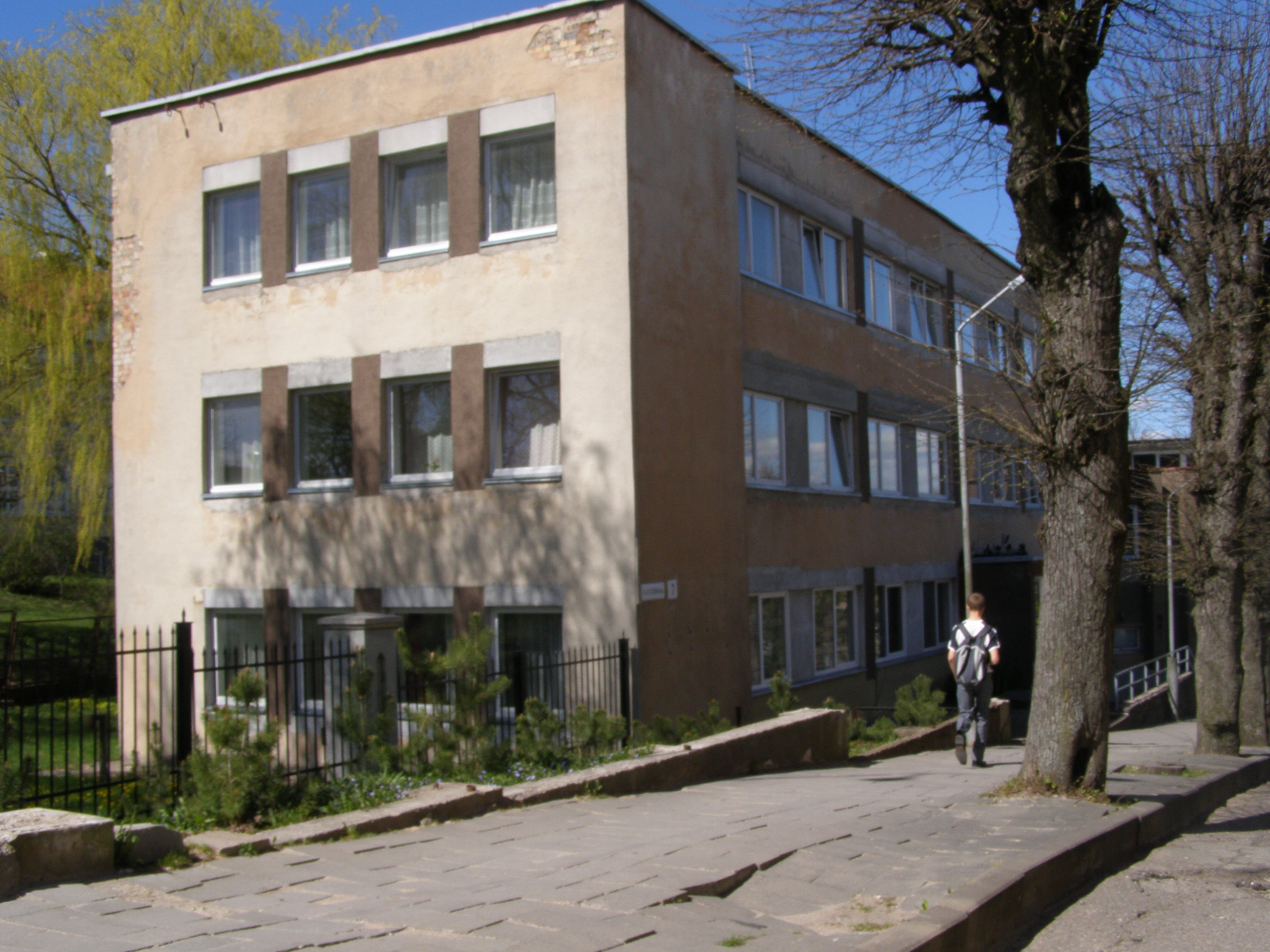
Seminarul minor al Diecezei Telšiai din Lituania

Un seminar minor sau un seminar liceal este un liceu cu internat creat cu scopul specific de a se înscrie băieții adolescenți care și-au exprimat interesul în a deveni preoți catolici. Ele sunt în general instituții catolice și sunt concepute cu scopul de a pregăti băieții, atât din punct de vedere academic, cât și spiritual, pentru vocația la preoție și la viața religioasă. Au apărut în culturi și societăți în care alfabetizarea nu era un lucru comun, iar seminarul minor era văzut ca un mijloc de a pregăti adolescenții pentru intrarea ulterioară în seminarul major.
Seminarul minor nu mai este atât de întâlnit în lumea dezvoltată. Codul de drept canonic din 1917 descria scopul seminariilor minore ca fiind: „să aibă grijă în special să îi protejeze de contagiunea lumii, să îi antreneze în evlavie, să se impregneze cu rudimentele studiilor literare și să cultive în ei sămânța unei vocații divine”. Băieții potriviți sunt încurajați să continue către un seminar major, unde își vor continua studiile pentru preoție.

## Seminariile minore existente

### Canada
- Seminarul „Cristos Regele Universului”, (Mission, Columbia Britanică)

### Timorul de Est
- Seminarul „Sfânta Fecioară Maria de la Fatima”, Dili
- Seminarul „Sf. Iosif”, Maliana

### Ghana
- Seminarul Minor „Sfânta Tereza”

### India
- Seminarul Minor „Sfântul Iosif, Kalamassery” – Arhidieceza de Verapoly, Kerala.
- Seminarul „Sf. Aloysius”, Trivandrum – Arhepiscopia Syro-Malankara din Trivandrum
- Seminarul Minor „Sf. Agnesa”, Cuddalore, Tamil Nadu
- Seminarul Minor „Preasfânta Inimă a lui Isus”, Thrikkakara, Kochi, Kerala - Arhidieceza de Ernakulam- Angamaly
- Seminarul Minor „Isus, Bunul Păstor”, Pala, India
- Seminarul Minor „Sf. Paul”, Akalpur, Jammu

### Indonezia
- Seminarul minor „Sfântul Paul”, Palembang
- Seminarul minor „Petru Canisius”, Mertoyudan

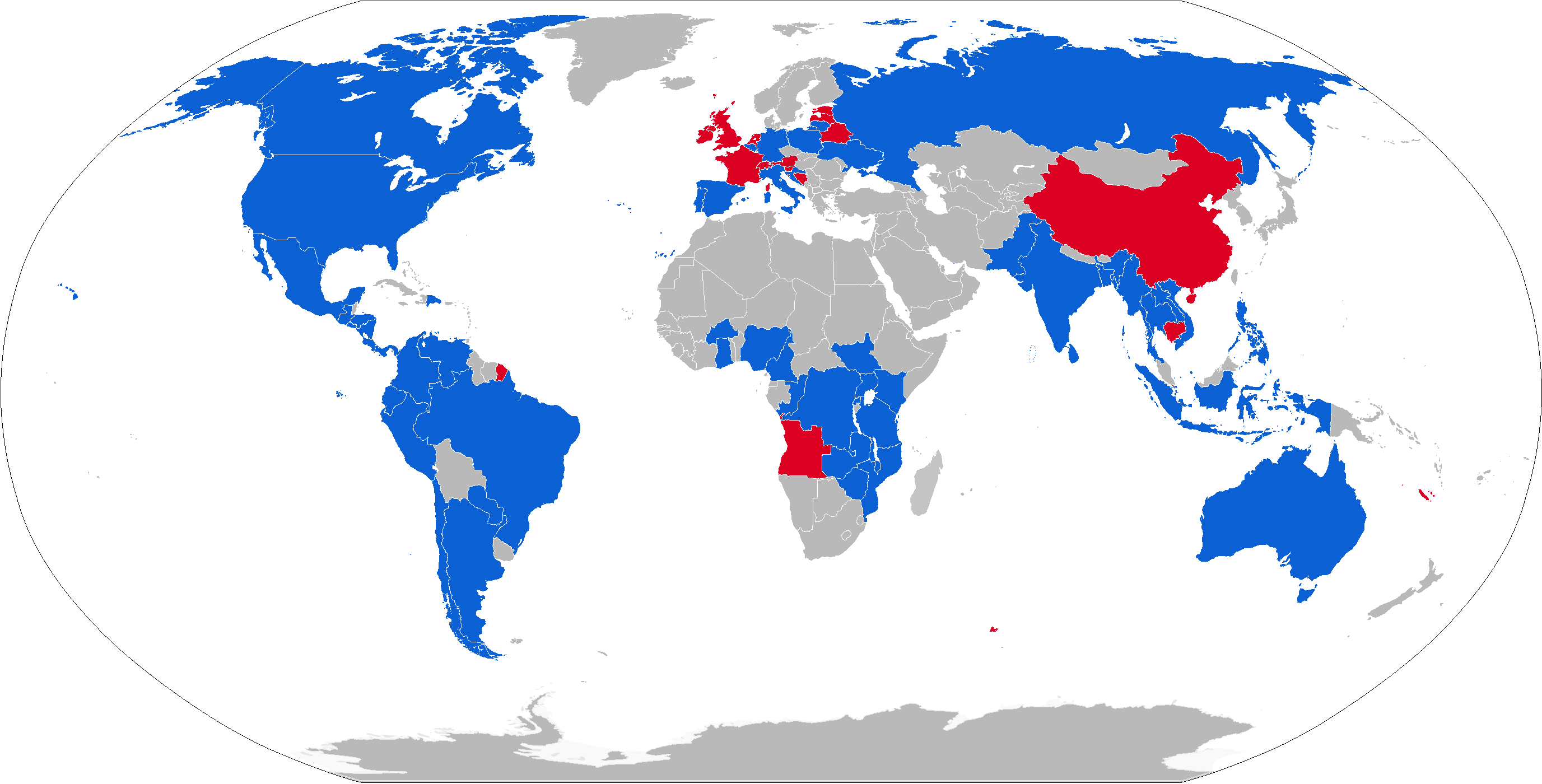
Țările cu seminarii minore (albastru) și cele în care au existat în trecut (roșu)

- Seminarul minor „Wacana Bhakti”

### Pakistan
- Seminarul Minor „Sf. Maria”, Lahore
- Seminarul Minor „Sf. Fecioară Maria din Lourdes”, Islamabad – Rawalpindi, fondat în 1995
- Seminarul Minor „Sf. Pius al X-lea”; Karachi, fondat în 1958
- Seminarul Minor „Sfântul Toma, Apostol”, Faisalabad, fondat în 1981

### Filipine
- Seminarul Minor „Sf. Augustin” – seminarul minor din Iba, Zambales, Luzon care acoperă orașul Olongapo și provincia Zambales
- Seminarul „San Jacinto” (Penablanca, Cagayan) – Arhiepiscopia Tuguegarao
- Seminarul Minor „Preasfânta Inimă a lui Isus” (San Fernando La Union)
- Seminarul Minor „Neprihănita Zămislire” (Vigan, Ilocos Sur)
- Seminarul „Sf. Maria” (Laoag, Ilocos Norte)
- Seminarul Minor „Neprihănita Zămislire” (Guiguinto, Bulacan) – Dieceza de Malolos
- Seminarul Minor „Ioan Paul al II-lea” (Antipolo, Rizal) – seminarul liceal al Diecezei de Antipolo
- Seminarul Minor „Oblatele Sf. Iosif” (San Jose, Batangas) – seminar liceal
- Seminarul Minor „Sf. Fecioară Maria de la Guadalupe” (Makati) - seminarul liceal al Arhiepiscopiei de Manila
- Seminarul Minor „Sf. Fecioară Maria de pe Muntele Carmel” (Sariaya, Quezon) – Dieceza de Lucena
- Seminarul „Papa Ioan al XXIII-lea” (Cebu City) – Arhidieceza de Cebu
- Seminarul minor „Papa Paul al VI-lea” (Maasin City, Southern Leyte)
- Seminarul minor „Sfântul Francisc de Sales” (orașul Lipa, Batangas) – seminarul minor (liceal) al Arhidieceza de Lipa
- Seminarul Minor „Sfântul Rozariu” (Naga City, Camarines Sur) Arhidieceza de Caceres
- Seminarul „Sfântul Grigorie cel Mare” (Panal, Orașul Tabaco) – Dieceza de Legazpi
- Seminarul „Sf. Fecioară Maria din Peñafranca” (Orașul Sorsogon) - Eparhia de Sorsogon
- Seminarul Minor „St. Anton” (Kinamaligan, Masbate City) al Diecezei de Masbate
- Seminarul din Numancia, Aklan – minor și major
- Seminarul „Sf. Pius al X-lea” (Lawaan, Roxas City, Capiz) – Arhidieceza de Capiz
- Seminarul „Sf. Vincențiu Ferrer” – (Jaro, Iloilo City) – Arhidieceza de Jaro
- Seminariul „Sf. Iosif” (Puerto Princesa City, Palawan) – seminar minor și major
- Seminarul Minor „Isus din Nazaret” (Borongan City, Eastern Samar) – Dieceza de Borongan

### Polonia
- Seminarul minor din Częstochowa – seminarul liceal al Arhidiecezei de Częstochowa
- Seminarul Minor al Diecezei de Płock – Dieceza de Płock

### România
- Seminarul Minor „Sf. Iosif” din Bacău - seminarul liceal al Diecezei de Iași
- Seminarul Franciscan „Sf. Francisc de Asissi” din Roman - seminar minor și major al Ordinului Franciscan

### Statele Unite ale Americii
- Seminarul minor „Fericitul Jose Sanchez del Rio” (Mankato, Minnesota), seminar liceal condus de Institutul Cuvântului Încarnat ; deschis in 2008.
- Școala Apostolică „Preasfânta Inimă a lui Isus” (Rolling Prairie, Indiana) condusă de Legionarii lui Hristos, deschisă în 2005
- Seminarul Minor „Sf. Laurențiu” (Muntele Calvary, Wisconsin) condus de călugării capucini, deschis în 1860
- Seminarul „Sf. Iosif” (Rathdrum, Idaho) - sedevacantist [1]
- Slujitorii Sfintei Familii (Colorado Springs, Colorado)

### Uganda
- Seminarul Minor Bukalasa
- Seminarul „Cristos Regele Universului”, Kisubi ,
- Seminarul „Sf. Iosif”, Nyenga
- Seminarul Mubende – în Nandele și Nyenga
- Seminarul Nadiket – pentru diecezele de Kotido și Moroto
- Seminarul „Sf. Charles”
- Seminarul Minor „Sfinții Iosif și Gavril Nswanjere” – situat în Nswanjere, districtul Mpigi.
- Seminarul „Sf. Pius al X-lea” – Nagongera – Situat în cartierul Tororo; Budama de Vest; Seminarul Minor
- Seminarul „Sf. Paul” – Rushoroza – din Kabale pentru Dieceza de Kabale
- Seminarul Kitabi din Bushenyi pentru dieceza de Mbarara Arch
- Misiunea „Preasfânta Inimă a lui Isus” pentru Frații Milei Divine; Pregătirea misionară
- Seminarul „Preasfânta Inimă a lui Isus”, Lacor – Arhidieceza de Gulu
- Seminarul „Sf. Petru-Madera” – la Soroti pentru Dieceza de Soroti

### Vietnam
- Seminarul „Preasfânta Inimă a lui Isus” – Seminarul minor al Diecezei de Thai Bình
- Seminarul „Sfântul Nicolae din Phan Thiet” – Seminarul Minor al Diecezei de Phan Thiết